# Департамент образования и науки города Москвы
Департамент образования и науки города Москвы — отраслевой орган исполнительной власти города Москвы, подведомственный Правительству Москвы, осуществляющий государственную политику в сфере образования: дошкольного, начального общего, основного общего и среднего (полного) общего образования, начального, среднего, высшего профессионального образования, дополнительного образования, и обеспечивающий условия для реализации конституционных прав граждан на получение образования.

## История
После Октябрьской революции было провозглашено намерение сделать школу единой, общедоступной и обязательной. Для достижения этих целей было необходимо сформировать единую систему управления органами образования. 14 июня 1918 года декретом наркома просвещения Михаила Покровского был упразднён существовавший до этого Московский образовательный округ, а его функции были переданы образованному 15 мая того же года Отделу народного образования Моссовета. В ведении Отдела оказались все учебные учреждения в Москве, за исключением имевших республиканское подчинение, не только школы, но также и просветительские учреждения. В 1921 году Отдел был переименован в Московский отдел народного образования, а в 1931 году — в Московский городской отдел народного образования (путём выделения из областного отдела). В 1975 году отдел был реорганизован в Главное управление народного образования Мосгорисполкома, которое в 1988 году было объединено с Главным управлением профессионально-технического образования в Московский городской комитет по народному образованию. В 1991 году постановлением Правительства Москвы от 6 августа 1991 № 9 комитет был переименован в Московский департамент образования, в 1996 — в Московский комитет образования, в 2002 году — в Департамент образования города Москвы, в 2018 — в Департамент образования и науки города Москвы.
В результате введения в России после Октябрьской революции обязательного школьного образования количество школ в Москве, следуя общей тенденции во всей стране, стало увеличиваться. В частности, только за период с 1935 по 1940 годы было открыто 379 школ (в 1940 году в Москве насчитывалось 632 школы), а в конце 1930-х годов большинство школ стало десятилетними. В дальнейшем увеличение количества школ происходило по мере роста населения столицы. По состоянию на 2010 год в Москве насчитывалось 1727 общеобразовательных школ, из которых 1588 государственных и 139 частных.
С 2011 года началась реализация комплекса мер, запущены механизмы, позволившие на основе идей, высказывавшихся в профессиональном сообществе в 1990-2000-е годы, и опыта, накопленного в системе образования Москвы, вернуть московское образование на позиции, соответствующие столичному статусу.  
Федеральным законом от 08 мая 2010 г. № 83-ФЗ  государственные учреждения получили широкие полномочия в своей финансово-экономической деятельности: хозяйственная самостоятельность, переход от сметного финансирования к субсидиям на выполнение государственного задания, доходы от выполнения работ и оказания услуг сверх объемов, предусмотренных госзаданием, остающиеся в распоряжении государственных учреждений.
В развитие Закона № 83-ФЗ в Москве было принято постановление Правительства Москвы от 22 марта 2011 года № 86-ПП (ссылка) «О проведении пилотного проекта по развитию общего образования в городе Москве», положившее начало преобразованиям в образовательной отрасли столицы.

Основными направлениями реализации пилотного проекта определены:
- повышение квалификации и уровня оплаты труда педагогических работников;
- повышение качества образования, индивидуальный подход к учащимся, внедрение системы учета их индивидуальных достижений;
- информатизация учебного процесса;
- повышение вовлеченности родителей и общественности в развитие школы, оценку перспектив и результатов образовательного процессов;
- расширение финансовой самостоятельности школ для эффективного управления ресурсами.
Главное – основой финансирования школ стал ученик:
- именно за учеником «следуют» деньги в образовательную организацию;
- каждый ученик равноценен для города;
- для детей-инвалидов создаются необходимые условия;
- поощрение школ Грантами Мэра Москвы за вклад в качественное образование московских школьников.    

Появился единый для всех школ норматив затрат на предоставление образования, установленный по высокому, бывшему «гимназическому», уровню: для начального общего образования - 85 тыс. рублей на 1 учащегося в год; основного общего образования – 107 тыс. рублей на 1 учащегося в год; среднего общего образования – 120 тыс. рублей в год. Постепенно многие другие субсидии – на питание школьников и воспитанников дошкольных групп, охрану, повышение квалификации педагогических работников, проведение медицинских осмотров работников, приобретение учебников и учебных пособий, внеурочную деятельность обучающихся, оплату коммунальных услуг, проведение текущего ремонта -  были включены в норматив как часть расходов на 1 учащегося. 
Была введена новая система оплаты труда, подразумевающая зависимость оплаты труда от результата работы и, как следствие, рост средней заработной платы учителей, а также ограничение фонда оплаты труда административно-управленческого персонала.
Важным требованием для всех образовательных организаций стало массовое качественное образование, и наличие, в этой связи, внутренней системы оценки качества в каждой школе, а также обязательность независимых диагностик.
За период 2011-2017 гг. в пилотный проект постепенно вошли все образовательные организации, реализующие программы начального общего, основного общего, среднего общего образования.
Необходимо было не только обеспечить текущую деятельность образовательных организаций, но и привести в порядок обветшавшую инфраструктуру, кардинально улучшить материально-техническую базу школ, чтобы создать условия для перехода на качественно новый уровень образовательного процесса. В сотнях зданий образовательных организаций был проведен капитальный ремонт, ежегодно текущим ремонтом стала поддерживаться работоспособность нескольких тысяч школьных и дошкольных корпусов зданий, в школы поставлено новое компьютерное, а в колледжи – учебно-производственное оборудование, образовательные организации получили доступ к интернету, система образования пополнилась более чем 330 новых современных качественно оснащенных зданий. 
Всего к 2020 году годовое финансирование системы образования Москвы в рамках ГП «Столичное образование» выросло в 1,7 раза - с 199,3 млрд. рублей в 2010 году до 344,4 млрд. рублей по уточненному закону о бюджете города Москвы на 2019 год (а проект бюджета 2020 года превышает бюджет 2010 года уже в 2 раза – 424,2 млрд. рублей).
В итоге создано 537 Больших Школ (90% из них – с дошкольными группами), обеспечивающих все потребности московских семей в доступном качественном образовании в пределах каждого микрорайона, недалеко от дома. В таких школах обеспечен бесстрессовый переход детей в 1 класс из дошкольной группы этой же школы (в 2019/2020 учебном году 58% детей зачислены в 1 класс своей образовательной организации переводом из дошкольных групп). В них появились условия для создания атмосферы, ведущей к достижению высоких образовательных результатов (100% крупных образовательных организаций сегодня представляют 3 и более профилей образования (2010 год – 1%)). В этой связи подавляющее большинство родителей первоклассников выбирают школу рядом с домом (доля первоклассников, обучающихся в государственных образовательных организациях города Москвы, расположенных в районе их проживания, в 2019/2020 учебном году составила 92,5%);
Созданы условия для реализации программ предпрофессионального образования (только крупные образовательные комплексы с более, чем 3-4 классами в параллели на ступени старшей школы, в состоянии сформировать под реальные запросы старшеклассников полноценные инженерные, медицинские, академические, ИТ предпрофессиональные классы и обеспечить эффективное использование соответствующего современного оборудования в течение всего дня – как в рамках общего, так и в рамках дополнительного образования).
Большие Школы позволили освободиться от чрезмерного количества (более 70 тысяч) внутришкольных административных и вспомогательных работников, перераспределив фонд оплаты труда в пользу педагогов, непосредственно работающих с детьми.
К 2019 году доля педагогов, непосредственно осуществляющих учебно-воспитательный процесс, в общей численности работников системы образования увеличилась с 43 % в 2010 году до 59 % в 2019 году.
Число зданий, где осуществляется учебный процесс в системе образования с 2011 по 2018 год увеличилось на 331 единицу (93,2 тыс. мест), в т.ч. 242 здания на 40,8 тыс. мест для дошкольников и 89 зданий на 52,4 тыс. мест для школьников.
Общая площадь недвижимого имущества, находящегося в оперативном управлении школ, с 2010 года увеличилась более чем на 3 млн. кв. метров – с 16,2 млн. кв. м до 19,2 млн. кв. м.   

### Руководители
- 1931—1937 — Дубровина, Людмила Викторовна
- 1937—1939 — Сергеева, Анастасия Дмитриевна
- 1939—1951 — Орлов, Алексей Георгиевич
- 1951—1955 — Наумов, Сергей Иванович (годы жизни неизвестны)
- 1956—1962 — Шустов, Анатолий Иванович
- 1962—1986 — Асеев, Георгий Леонидович
- 1986—2007 — Кезина Любовь Петровна
- 2007—2010 — Ларионова, Ольга Николаевна
- 2010—2020 — Калина Исаак Иосифович
- 2020— 2024 — Молотков Александр Борисович
- 2024— наст.время — Каклюгина Ирина Александровна

## Современность
Главные задачи департамента — государственное регулирование образовательной системы в Москве, обеспечение её функционирования в интересах жителей города, предоставление государственных услуг в области получения образования. С 23 июля 2020 года указом мэра Москвы Сергея Собянина на пост министра и руководителя департамента был назначен Александр Молотков. Исаак Калина, руководивший департаментом неполные 10 лет, перешёл на пост советника Мэра по вопросам образования.
Департамент заявляет о выстраивании своей деятельности на принципах открытости и взаимодействия с населением и другими заинтересованными в данной сфере организациями. Так, с ноября 2014 года регулярно проводятся общегородские родительские собрания в режиме онлайн. Также ведётся работа в направлении повышения доступности образования, — к примеру, при участии департамента разрабатываются специализированные условия обучения для детей с ограниченными возможностями. Также проводится мониторинг качества и эффективности образования, однако, по мнению Минобрнауки и ряда специалистов, делается это не всегда подходящим образом (в частности, когда выводы делаются по результатам Единого государственного экзамена). В 2014 году было принято решение переводить московские школы на пятидневную учебную неделю. Департамент также проводит кадровую политику, направленную на повышение эффективности руководства учебными заведениями и привлечение новых специалистов: в 2017 году в Москве были введены курсы профессиональной переподготовки для директоров учебных заведений «Эффективный руководитель столичной системы образования», а также открыта программа стажировок для будущих директоров.
Сегодня более 400 школ по всему городу предлагают старшеклассникам программы предпрофессионального образования. Реализуется широкий спектр образовательных программ в рамках основного и дополнительного образования для развития самых разных талантов детей, сохранены приносящие результат уникальные технологии, авторские методики, традиции, специализации и, главное, эффективные педагогические команды образовательных организаций, вошедших в состав Большой Школы. Обеспечивается полноценная нагрузка педагогам, у которых нет необходимости работать в нескольких школах – условия для достойного уровня заработной платы им обеспечены на их основном рабочем месте.
В школах работают по несколько учителей-предметников одного предмета, что даёт возможность выстраивания действенной внутришкольной методической работы, обсуждения актуальных вопросов содержания и методик, здорового соревнования, что обусловливает высокие результаты учащихся.
Возможности больших школ в сочетании с увеличением бюджетного финансирования и более адресным подходом в использовании имеющихся в распоряжении школ ресурсов обеспечили серьезный рост доходов: средняя месячная заработная плата педагогических работников, непосредственно осуществляющих учебно-воспитательный процесс, выросла с 34,4 тыс. рублей в 2010 году до 95,9 тыс. рублей по итогам 9 месяцев 2019 года, в т.ч. учителей – с 39,2 тыс. рублей до 117,5 тыс. рублей по итогам 9 месяцев 2019 года – в 3 раза.    
Благодаря достаточному бюджетному финансированию в сочетании с эффективным использованием средств бюджета города Москвы, состоялся переход от развития системы в отрыве от потребителя к развитию системы в интересах семьи. Проекты реализованные в системе образования, базируются на приоритете каждого ученика, его интересов и запросов московских семей.
По итогам  исследования, проведенного Международной программой по оценке образовательных достижений учащихся PISA (The Programme for International Student Assessment) в 2018 году, Москва вошла в список мировых лидеров  по качеству школьного образования. Московские школьники улучшили уровень читательской грамотности и вошли в тройку лучших в мире, по математической — в пятерку, а по уровню естественно-научной грамотности — в шестерку.  PISA — это одно из основных исследований по оценке качества образования на международном уровне. Оно оценивает, как школьники используют знания, полученные во время учебы, на практике. Исследование затронуло более чем 80 стран и территорий. Москва приняла участие в нем как отдельная территория и как регион в составе Российской Федерации. Эксперты оценивали знания 7289 учащихся в возрасте 15 лет из 151 образовательной организации столицы.

### Критика
Деятельность департамента подвергается критике в связи с сокращением финансирования и периодическими попытками объединения учебных заведений под предлогом «нецелесообразности» существования отдельных заведений. Основная претензия заключается в том, что ученики разного уровня способностей фактически уравниваются. В частности, в 2013 году руководитель департамента Исаак Калина заявил, что слияние в одну среду девиантных и одарённых детей со всеми остальными не способно им навредить, проведя аналогию с «усреднением» огурцов разной степени солёности, попадающих в один рассол, — это высказывание вызвало резкое неприятие в педагогической среде. Осенью 2014 года большой резонанс вызвали попытки слияния школы-интерната для одарённых детей «Интеллектуал» с общеобразовательной школой № 1588. По мнению противников данного шага, департамент руководствовался финансовыми интересами в виде возможности сокращения бюджетных расходов. За поддержкой ученики школы обратились открытым письмом, адресованным президенту, премьер-министру, министру образования России и мэру Москвы. Также с 2011 года департамент проводит политику сокращения коррекционных школ, — на встрече представителей департамента с педагогами в ноябре 2014 года, где обсуждалась данная тема, стороны не смогли достичь компромисса, что привело к отказу педагогов от встречи с руководителем департамента. Тогда же мэру Москвы Сергею Собянину была адресована петиция с требованием отправить руководителя департамента Исаака Калину в отставку; к февралю 2015 года её подписало более 12 тысяч человек.

## Структура
- Управление реализации государственной политики в сфере образования
- Управление развития кадрового потенциала системы образования
- Управление координации воспитательной работы и профилактики правонарушений
- Управление экономического анализа
- Управление развития инфраструктуры образования
- Правовое управление
- Управление координации государственной программы
- Управление по развитию государственно-общественного управления и связей с общественностью
- Управление развития информационных технологий
- Управление координации и планирования
- Управление по работе с обращениями граждан
- Управление государственного надзора и контроля в сфере образования